# Nico Frijda
Nico Henri Frijda (Amsterdam, 1 mei 1927 – aldaar, 11 april 2015) was een Nederlands psycholoog, als onderzoeker gespecialiseerd in de menselijke emotie.

## Levensloop

### Privéleven
Nico Frijda was een zoon van Herman Frijda en Dora Hermance Charlotte Frank. Tijdens de Tweede Wereldoorlog zat hij ondergedoken in Friesland. Zijn brieven uit die periode werden later uitgegeven onder de titel Post uit Friesland. Frijda's vader kwam in 1944 om in Auschwitz. Zijn broer Leo Frijda, die lid was van het verzet, werd gefusilleerd in de duinen bij Overveen. 
Op 13 mei 1959 trouwde Frijda met de actrice Nelly Wiegel, nadien Nelly Frijda, met wie hij een dochter en twee zonen kreeg. In 1975 werd dit huwelijk ontbonden.

### Loopbaan
Frijda studeerde psychologie aan de Gemeenteuniversiteit Amsterdam, waar hij in 1956 promoveerde op Het Begrijpen van Gelaatsexpressies. In 1965 werd hij aan dezelfde universiteit gewoon hoogleraar in Psychologische Functieleer. Frijda ging in 1992 met emeritaat. Hij werd toen bijzonder hoogleraar Emotietheorie namens de Stichting Consortium of European Research on Emotion (CERE).
Gedurende zijn gehele carrière heeft Frijda zich beziggehouden met de menselijke emoties. Aanvankelijk bestudeerde hij gelaatsexpressies, de zichtbare manifestatie van emoties. Destijds lag binnen de psychologie de nadruk op het gedrag van mensen. Emoties werden als een bijverschijnsel beschouwd. Frijda ontwikkelde een meervoudige theorie met het begrip actietendens als centraal punt. Emoties zijn in zijn optiek steeds de door belangen van de persoon gestuurde neiging om tot bepaald gedrag over te gaan. Zijn theorie beschreef hij in The emotions (1986), zijn magnum opus dat twee jaar later in een Nederlandse vertaling verscheen.
Nico Frijda was lid van Een Ander Joods Geluid. Hij overleed in 2015 op 87-jarige leeftijd.